# RNASEH1
RNASEH1 (англ. Ribonuclease H1) – білок, який кодується однойменним геном, розташованим у людей на короткому плечі 2-ї хромосоми.  Довжина поліпептидного ланцюга білка становить 286 амінокислот, а молекулярна маса — 32 064.
| 10         |  | 20         |  | 30         |  | 40         |  | 50         |
| ---------- |  | ---------- |  | ---------- |  | ---------- |  | ---------- |
| MSWLLFLAHR |  | VALAALPCRR |  | GSRGFGMFYA |  | VRRGRKTGVF |  | LTWNECRAQV |
| DRFPAARFKK |  | FATEDEAWAF |  | VRKSASPEVS |  | EGHENQHGQE |  | SEAKASKRLR |
| EPLDGDGHES |  | AEPYAKHMKP |  | SVEPAPPVSR |  | DTFSYMGDFV |  | VVYTDGCCSS |
| NGRRRPRAGI |  | GVYWGPGHPL |  | NVGIRLPGRQ |  | TNQRAEIHAA |  | CKAIEQAKTQ |
| NINKLVLYTD |  | SMFTINGITN |  | WVQGWKKNGW |  | KTSAGKEVIN |  | KEDFVALERL |
| TQGMDIQWMH |  | VPGHSGFIGN |  | EEADRLAREG |  | AKQSED     |  |            |

A: Аланін

C: Цистеїн

D: Аспарагінова кислота

E: Глутамінова кислота

F: Фенілаланін

G: Гліцин

H: Гістидин

I: Ізолейцин

K: Лізин

L: Лейцин

M: Метіонін

N: Аспарагін

P: Пролін

Q: Глутамін

R: Аргінін

S: Серин

T: Треонін

V: Валін

W: Триптофан

Кодований геном білок за функціями належить до гідролаз, нуклеаз, ендонуклеаз. 
Задіяний у такому біологічному процесі як поліморфізм. 
Білок має сайт для зв'язування з іонами металів, іоном магнію. 
Локалізований у цитоплазмі.